# Leite de soja

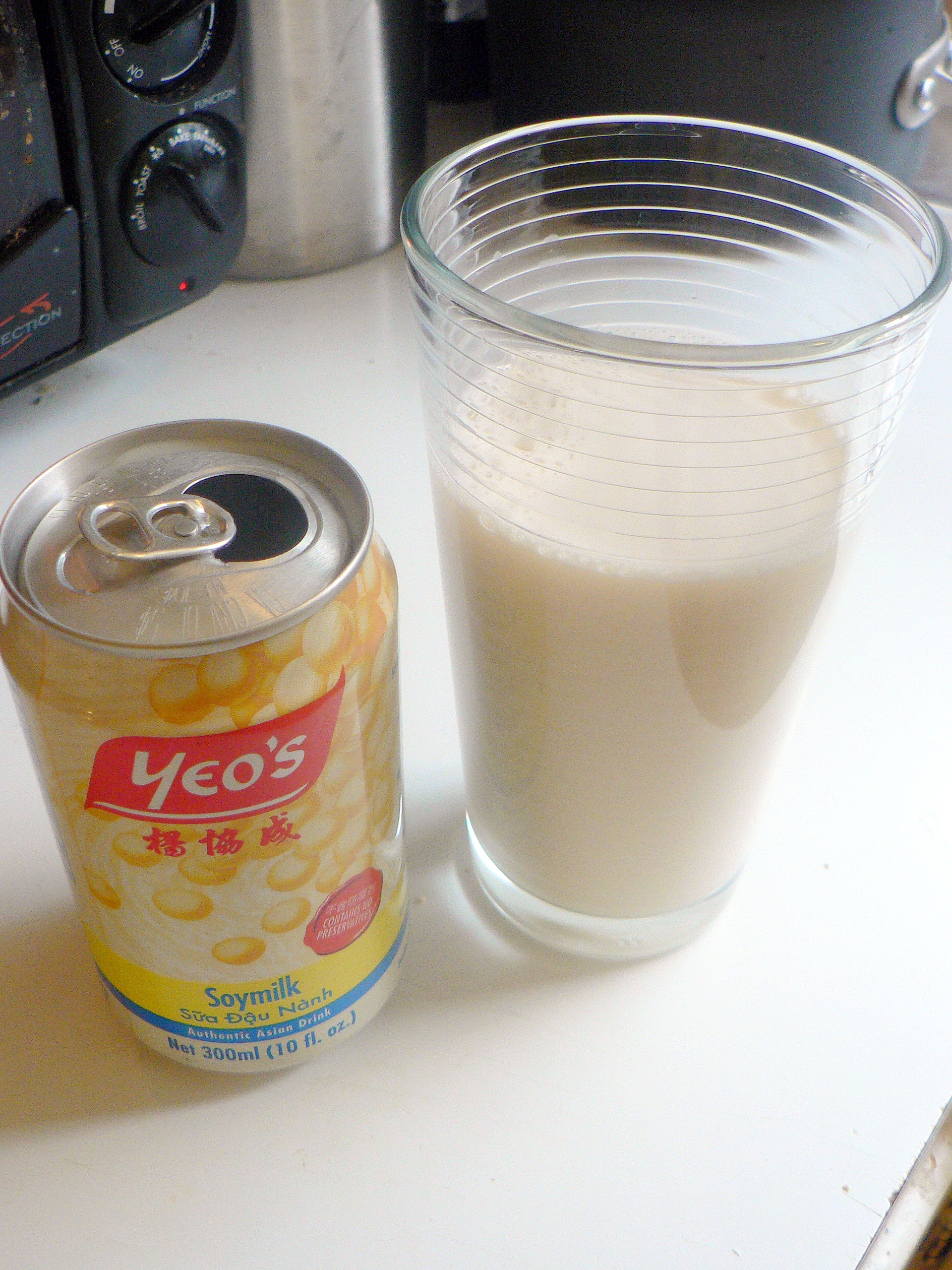
Uma lata de bebida de soja.

O leite de soja, também conhecido como bebida de soja, é uma bebida feita a partir dos grãos de soja. Ele ajuda a reduzir a gordura corporal e é uma opção para quem tem problemas com colesterol ou alergia a leite. Seu valor nutricional é inferior ao leite, mas pode ser preparado para ter o mesmo teor de proteínas  o processo de fabricação pelo extrato da soja. Já Sollys, da Nestlé, e Soyos, da Su Fresh, produzem a bebida a partir da proteína isolada da soja. O extrato da soja é obtido através da moagem dos grãos de soja com água, processo no qual são preservados proteínas, parte dos carboidratos solúveis, gorduras insaturadas, vitaminas e minerais presentes na soja. Já a proteína isolada da soja é extraída da farinha de soja desengordurada, obtida da remoção dos componentes não proteicos dos grãos. Contém aproximadamente 90% de proteínas em base seca. Apesar de conter maior quantidade de proteínas do que o extrato de soja, por ser concentrada, a proteína isolada de soja geralmente é diluída para o consumo e o produto final acaba oferecendo quantidades de proteínas similares às do extrato por porção.
Observar a embalagem e a tabela nutricional de alimentos à base de soja no momento da compra, como suco de soja e o leite de soja é muito importante.
A bebida de soja, quando enriquecida com cálcio, pode ser uma alternativa ao leite de vaca para pessoas com alergia à proteína do leite ou com intolerância à lactose, além de pessoas adeptas ao veganismo ou vegetarianismo, pois fornecem quantidades suficientes de cálcio e de proteínas para atingir as necessidades nutricionais de adultos e crianças a partir de 3 anos de idade. Ainda é preciso que haja orientação clínica e nutricional, garantindo a adequação calórica e a ingestão de todos os nutrientes para o desenvolvimento e a manutenção da saúde.

## Brasil
No Brasil o consumo deste produto tem crescido devido ao sucesso, desde o fim da década de 1990, de novos produtos com adições que conferem um sabor agradável bem distinto do característico de soja.